# Květín
Květín (německy Kwittein) je součástí města Mohelnice v okrese Šumperk.

## Kulturní památky
V katastru obce jsou evidovány tyto kulturní památky:
- Boží muka (u silnice) - renesanční sloupová boží muka z roku 1602
- Kaple (na návsi) - drobná zlidovělá stavba z poloviny 19. století
- Usedlost čp. 15 - lidová architektura z poloviny 19. století s trojúhelníkovitým štítem

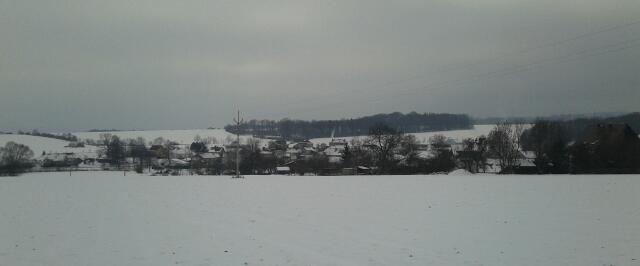
Výhled na Květín